# Sabalinae
Sabalinae es una subtribu de plantas de flores perteneciente a la familia Arecaceae. Tiene los siguientes  géneros.

## Géneros
- Sabal[1]